# 엥칸타디아 (2016년 드라마)
《엥칸타디아》(타갈로그어: Encantadia)는 2016년부터 2017년까지 방영된 필리핀의 드라마이다.